# Carlo Maria Curci
Carlo Maria Curci, född 1810, död 8 juni 1891, var en italiensk jesuit.

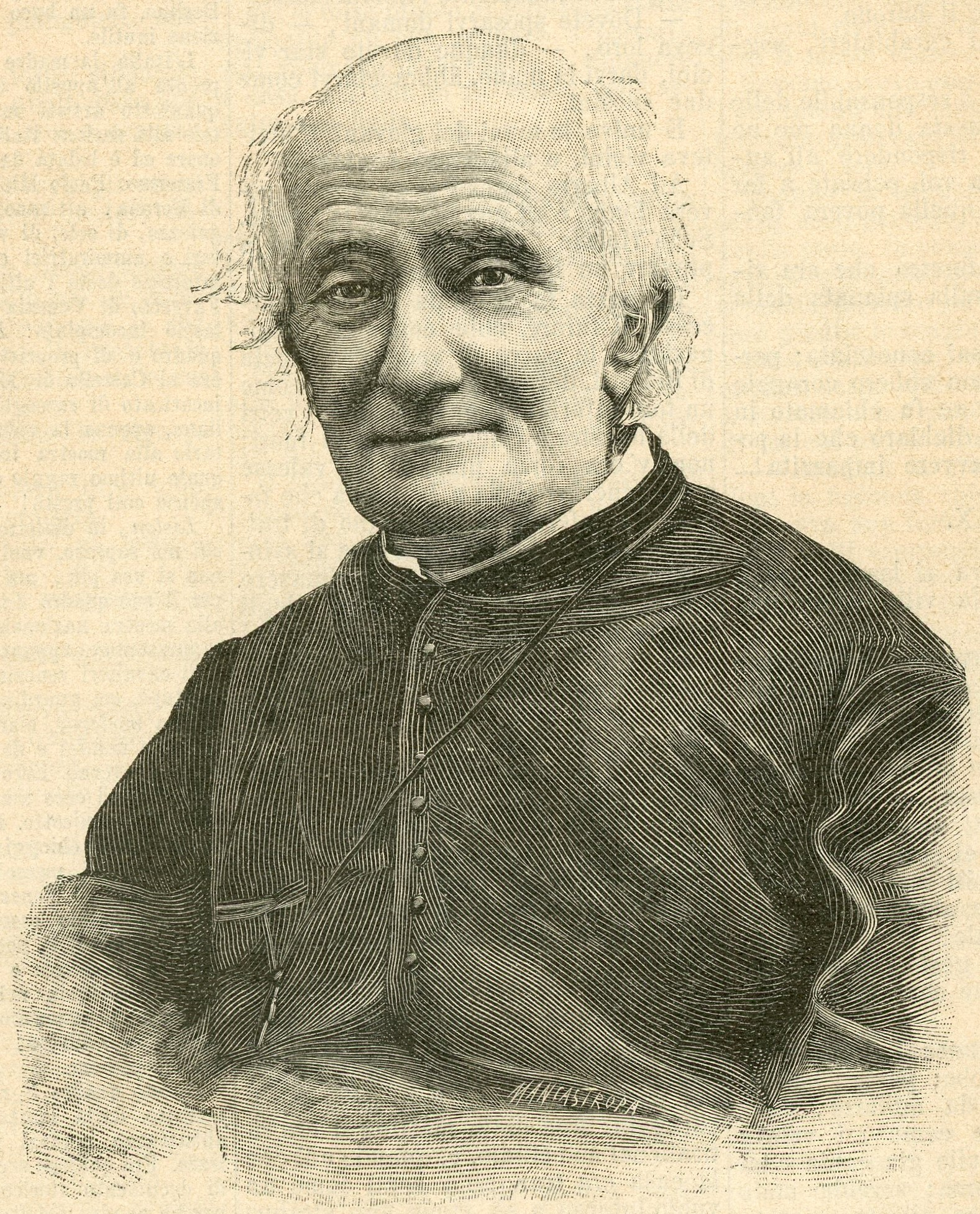
Carlo Maria Curci

Curci var en av grundarna av tidskriften Civiltà cattolica, från vars ledning han dock efter någon tid drog sig tillbaka. I flera skrifter, som väckte stor ovilja inom hans förra parti, uppmanade han till försoning mellan påvedömet och staten. 1877 utträde han ur jesuitorden, men 1884 återkallade han sina kätterier och blev en kort tid före sin död återupptagen i orden.